# Jardín de la Casa Sorolla (obraz 1918–1919)
Jardín de la Casa Sorolla – obraz hiszpańskiego malarza Joaquína Sorolli namalowany techniką olejną w stylu luministycznym (hiszp. luminismo valenciano) w 1919 roku.
Obraz przedstawia ogród znajdujący się przy madryckim domu malarza (obecnie znajduje się tam Muzeum Sorolla, a ogród jest zachowany do dziś). Wstępne plany ogrodu nakreślił sam Sorolla, część ukazaną na obrazie zaprojektował pod wpływem zafascynowania elementami andaluzyjskimi, inspiracją były ogrody Alkazaru w Sewilli. Część ta była pierwszą zrealizowaną, dlatego nazywa się ją Ogrodem Pierwszym. Został on utworzony pod koniec 1911 roku, kiedy rodzina Sorolla przeniosła się do Madrytu.
Między 1916 a 1920 rokiem Sorolla uwieczniał na płótnie swój przydomowy ogród z różnych punktów widzenia. Ta wersja powstała jako jedna z ostatnich. Przedstawia środkowy fragment ogrodu o rozmieszczeniu typowo hiszpańskim z fontanną z białego marmuru w centrum oraz czterema odchodzącymi od niej dróżkami. W tle można dojrzeć bujną roślinność pnącą się po fasadzie domu i okalającą ławę wykonaną w technice azulejo. Głównym tematem obrazu jest ukazanie światła, które tworzy ciepły, pełen życia nastrój w intymnej atmosferze roślinnego otoczenia.